# Ra-ra
|  | Denne artikel er oprettet af botten Steenthbot ud fra en ekstern database. Den kan derfor have sproglige fejl eller mangler. Denne skabelon kan fjernes efter kontrol af indholdet. |

Ra-ra er en dansk dokumentarfilm fra 1994 instrueret af Jørgen Leth.

## Handling
Ra-ra er kultur. Det er både karneval og religion, en musikgenre, en dans, et ritual og nogle gange også politisk protest. Rara-optogene finder sted i måneden op til påske. Dette optog er filmet i Port-au-Prince, Haiti, i 1994.